# Пайнвуд (Флорида)
Пайнвуд (англ. Pinewood) — переписна місцевість (CDP) в США, в окрузі Маямі-Дейд штату Флорида. Населення — 17 246 осіб (2020).

## Географія
Пайнвуд розташований за координатами 25°52′10″ пн. ш. 80°13′1″ зх. д. / 25.86944° пн. ш. 80.21694° зх. д. (25.869354, -80.217059).  За даними Бюро перепису населення США в 2010 році переписна місцевість мала площу 4,91 км², з яких 4,56 км² — суходіл та 0,36 км² — водойми.

## Демографія
Згідно з переписом 2010 року, у переписній місцевості мешкало 16 520 осіб у 5051 домогосподарстві у складі 3643 родин. Густота населення становила 3362 особи/км².  Було 5475 помешкань (1114/км²).
Расовий склад населення:
| - 75,3 % — чорних або афроамериканців - 17,5 % — білих - 0,5 % — азіатів - 0,2 % — корінних американців - 3,7 % — осіб інших рас |

До двох чи більше рас належало 2,7 %. Частка іспаномовних становила 22,8 % від усіх жителів.
За віковим діапазоном населення розподілялося таким чином: 26,3 % — особи молодші 18 років, 62,0 % — особи у віці 18—64 років, 11,7 % — особи у віці 65 років та старші. Медіана віку мешканця становила 33,3 року. На 100 осіб жіночої статі у переписній місцевості припадало 93,2 чоловіків;  на 100 жінок у віці від 18 років та старших — 89,1 чоловіків також старших 18 років.
Середній дохід на одне домашнє господарство  становив 37 239 доларів США (медіана — 27 731), а середній дохід на одну сім'ю — 41 949 доларів (медіана — 34 409). Медіана доходів становила 26 486 доларів для чоловіків та 25 165 доларів для жінок. За межею бідності перебувало 32,2 % осіб, у тому числі 43,4 % дітей у віці до 18 років та 28,8 % осіб у віці 65 років та старших.
Цивільне працевлаштоване населення становило 6348 осіб. Основні галузі зайнятості: освіта, охорона здоров'я та соціальна допомога — 22,3 %, роздрібна торгівля — 16,5 %, мистецтво, розваги та відпочинок — 13,6 %, науковці, спеціалісти, менеджери — 11,4 %.